# Congresso di Châtillon
Il Congresso di Châtillon fu una conferenza di pace tenutasi a Châtillon-sur-Seine, nella Francia nordorientale, dal 5 febbraio al 5 marzo 1814, nelle ultime fasi della guerra della Sesta coalizione. 
Già in precedenza, le forze della coalizione avevano cercato offrire una pace condizionata a Napoleone, ma l'orgoglio dell'imperatore ebbe la meglio e i colloqui non ebbero alcun risultato. La nuova proposta degli alleati era di riportare la Francia ai confini del 1791, vanificando le conquiste del periodo rivoluzionario ma mantenendo come sovrano l'imperatore. Le sporadiche vittorie militari di Napoleone, che alimentarono la sua irrealistica speranza di rovesciare le sorti del conflitto, minarono i progressi fatti verso la pace, portando alla cessazione dei colloqui tra le due parti con un nulla di fatto.

## Antefatti
La situazione militare in Europa occidentale verso la fine del 1813 vedeva le forze della Coalizione in netto vantaggio: dopo la campagna di Germania, le forze di Napoleone era state respinte oltre al Reno, facendo ritorno in Francia. Inizialmente, le forze alleate, soprattutto a causa dell'insistenza austriaca, avevano cercato di trovare un accordo con l'imperatore francese: Napoleone sarebbe rimasto sovrano, ma i territori in suo possesso Germania ed Italia sarebbero andati perduti, sostanzialmente portando la Francia ad avere i suoi "confini naturali". Bonaparte, da sempre orgoglioso, fu molto riluttante ad accettare la proposta e si convinse solamente quando gli equilibri tra le forze erano mutati e la coalizione premeva per condizioni più stringenti.
La situazione continuò a precipitare: nel gennaio dell'anno successivo, le forze dei generali Bülow, Blücher, Wintzingerode e Bernadotte avanzavano dal Nord dei Paesi Bassi; l'esercito di Schwarzenberg avanzava nella parte meridionale del corso del Reno e il duca di Wellington stava respingendo le forze francesi oltre i Pirenei. Anche in Italia, le forze di Eugenio erano messe in difficoltà. Per quanto riguardava la coalizione, il 18 gennaio Lord Castlereagh, ministro degli esteri inglese, era giunto a Basilea per cercare di sanare la differente visione tra gli austriaci, che erano inclini ad una pace con i francesi, e le altre potenze, desiderose di vederli distrutti.

## Il congresso

### Le fasi iniziali

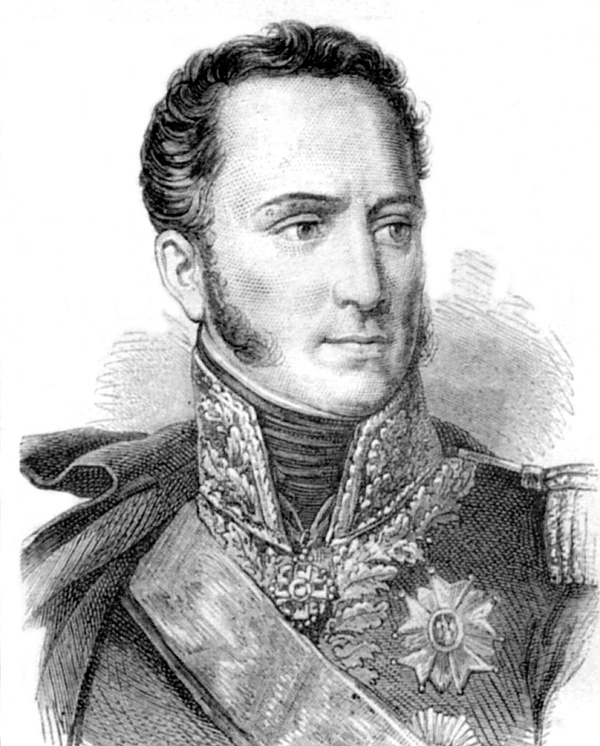
Armand-Augustin-Louis de Caulaincourt, rappresentante francese a Châtillon

Un'ulteriore tentativo di pace fu proposto e gli alleati decisero di sedersi a trattare con i francesi. La località scelta fu Châtillon-sur-Seine, l'inizio dei colloqui fu fissato per il 5 febbraio 1814. La composizione delle delegazioni era la seguente:
- Armand-Augustin-Louis de Caulaincourt, il ministro degli esteri francese, avrebbe rappresentato la propria nazione, pur restando in stretto contatto con Napoleone;
- Johann Philipp von Stadion rappresentava gli interessi degli austriaci;
- il conte Razumovsky rappresentava la Russia;
- il rappresentante prussiano era von Humboldt;
- i rappresentanti inglesi furono Lord Aberdeen, Lord Cathcart e Sir Charles Stuart. Vennero poi raggiunti dallo stesso Castlereagh a colloqui già iniziati.[5]

La presenza di Castlereagh non era affatto casuale: ricevette l'incarico dal governo britannico di riportare la Francia ai suoi antichi confini e di ripristinare la condizione dei vari stati europei toccati dall'espansione francese (principalmente Spagna, Portogallo, Paesi Bassi e Svizzera). Era inoltra stato incaricato di introdurre il dialogo sulla restaurazione borbonica e dello stato polacco e nella creazione di uno stato cuscinetto a nord della Francia.
Napoleone formalmente aveva concesso pieni poteri decisionali a Calaincourt, ma lo aveva istruito a rifiutare ogni proposta che concedesse lui meno di quanto era stato fatto a Francoforte. Riteneva che se avesse perso i territori acquisiti prima del suo insediamento come sovrano, specialmente il Belgio, la popolazione francese lo avrebbe rigettato come monarca, allontanandolo dal trono. Era per lui inaccettabile l'idea di lasciare la Francia più piccola di come fosse al termine delle guerre rivoluzionarie, concetto che espresse più volte a Berthier e a Maret, che suggerivano lui di accettare i termini proposti dagli alleati.

### Napoleone rifiuta i termini degli alleati

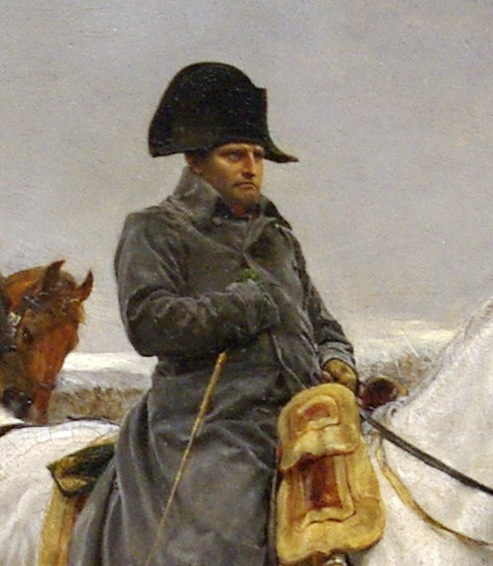
Napoleone in campagna all'inizio di marzo

Napoleone ottenne una serie di vittorie contro l'esercito di Slesia di Blücher nella campagna dei sei giorni che gli diedero la speranza di migliori condizioni di pace. Dopo la battaglia di Champaubert del 10 febbraio, inviò istruzioni a Caulaincourt di "non firmare nulla". Il cambiamento nel comportamento del rappresentante francese una volta che i colloqui ripresero il 17 febbraio convinse gli alleati che nessuna pace negoziata era possibile. L'Austria vacillò e pensò di trattare un armistizio separato con la Francia il 17 ed il 24 febbraio. Il 21 febbraio lo stesso Napoleone scrisse all'imperatore Francesco per tentare di convincerlo ad accettare le condizioni della proposta di Francoforte.
Ad ogni modo, gli incontri proseguirono sino al 5 marzo prima di interrompersi per merito dello zar. Alessandro voleva sconfiggere i francesi sul campo, mentre i ministri delle altre potenze (soprattutto Metternich, Castlereagh e von Hardenberg) erano più favorevoli ad una pace negoziata. Quindi, le sue truppe, accompagnate dai prussiani, ripresero la loro avanzata verso il cuore della Francia mentre gli eserciti delle altre potenze, nella fattispecie quello austriaco, si fermarono. Dopo il rifiuto di Napoleone di accettare le condizioni di Châtillon, gli alleati della coalizione firmarono il trattato di Chaumont del 9 marzo, che li impegnava a continuare la guerra finché la Francia non avesse accettato di tornare alle sue frontiere del 1791.

## Conseguenze
L'avanzata delle forze della coalizione fu quasi inarrestabile. Napoleone ottenne ancora qualche vittoria, come ad Arcis-sur-Aube, ma non fu sufficiente a bloccare la strada agli eserciti coalizzati. Dopo la resa di Parigi, in parte orchestrata da Marmont, le speranze di ottenere una resa condizionata svanirono del tutto. Il 1º aprile senato francese depose Bonaparte, il quale abdicò volontariamente il 4 aprile. Seguirono il trattato di Fontainebleau e la restaurazione dei Borbone in Francia. Il successivo Congresso di Vienna, nel quale fu deciso il nuovo assetto di tutta l'Europa, fu a sua volta pesantemente influenzato da quello di Châtillon.
Nel periodo tra la sua abdicazione e l'esilio all'Elba Napoleone, a Fontainebleau, disse al conte di Flahaut che era contento di non aver accettato i termini di Châtillon affermando: "Sarei stato un uomo più triste di quanto non sono se avessi dovuto firmare un trattato che togliesse alla Francia un solo villaggio che era suo il giorno in cui ho giurato di mantenere la sua integrità".